# (8159) Fukuoka
(8159) Fukuoka est un astéroïde de la ceinture principale.

## Description
(8159) Fukuoka est un astéroïde de la ceinture principale. Il fut découvert le 24 janvier 1990 à Kitami par Kin Endate et Kazuro Watanabe. Il présente une orbite caractérisée par un demi-grand axe de 2,63 UA, une excentricité de 0,29 et une inclinaison de 12,4° par rapport à l'écliptique.

## Compléments